# Marcelinas Šikšnys
Marcelinas Šikšnys-Šiaulėniškis (ur. 14 maja 1874 w Notiniszkach koło Radziwiliszek, zm. 15 sierpnia 1970 w Wilnie) – działacz litewskiego odrodzenia narodowego, dramaturg i pedagog, dyrektor gimnazjum im. Witolda Wielkiego w Wilnie.
W 1893 roku ukończył gimnazjum w Szawlach. Przez pięć lat studiował na Uniwersytecie Moskiewskim (wydział fizyczno-matematyczny), by po jego zakończeniu podjąć pracę nauczyciela matematyki w Rydze, Woroneżu i Wilnie. Działał w tajnym stowarzyszeniu studentów litewskich. Przez kilkanaście lat (w l.1918-1939) był dyrektorem litewskojęzycznego gimnazjum im. Witolda Wielkiego w Wilnie. Wykładał matematykę, napisał kilka podręczników, z których korzystali nie tylko Litwini w Wilnie, ale i w niepodległej Litwie. Opracowywał litewską terminologię matematyczną. Działał w Litewskim Towarzystwie Naukowym, był członkiem jego zarządu, a w latach 1930–1932 prezesem.

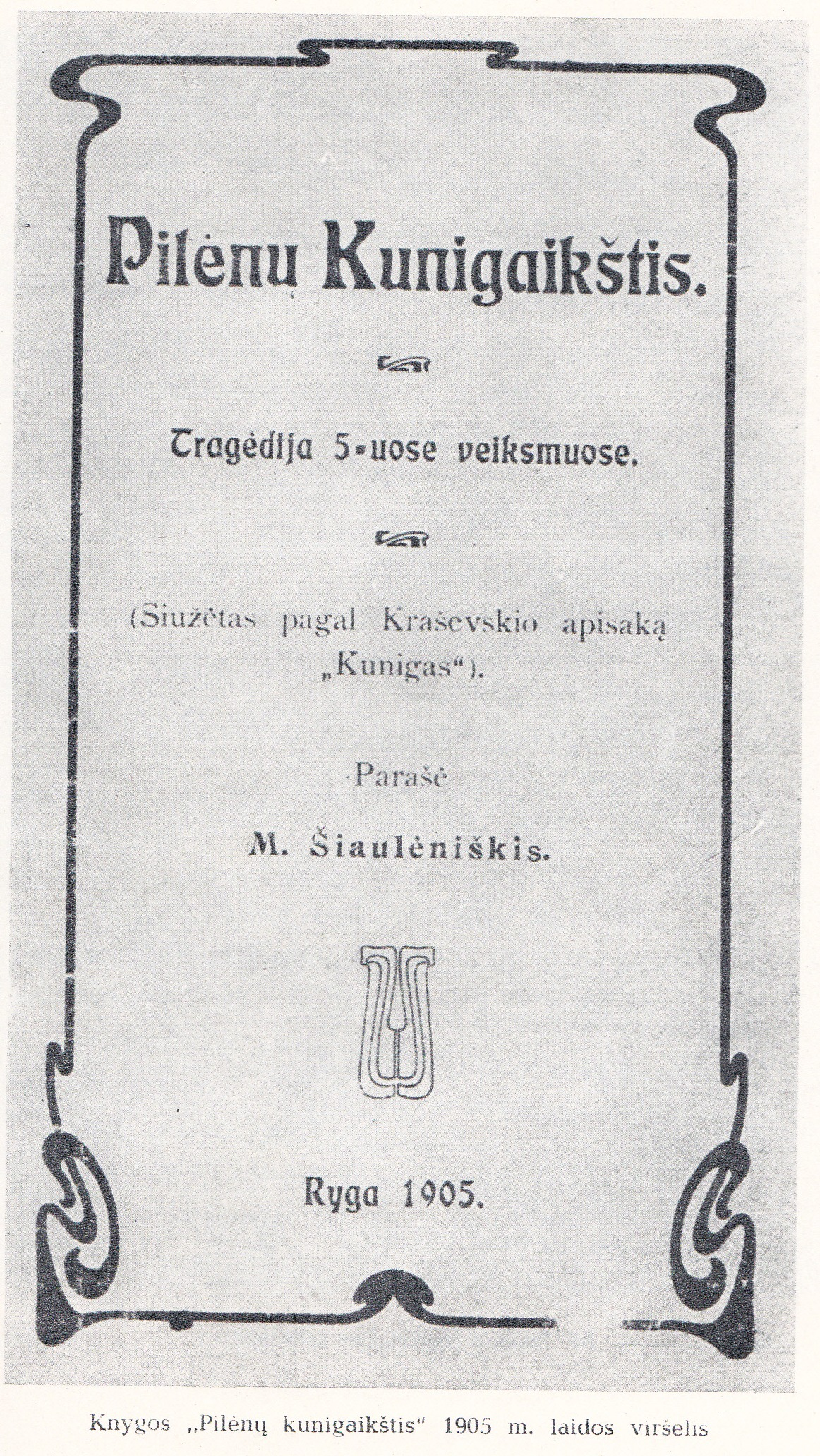
„Książę Pullen” (Ryga 1905) Marcelinasa Šikšnysa według powieści „Kunigas” Józefa Ignacego Kraszewskiego

W młodości pisał wiersze, tłumaczył poezję z języków rosyjskiego i ormiańskiego. Później napisał kilka dramatów mających cechy romantyzmu i symbolizmu. Dramat „Pilėnų kunigaikštis” (Książę Pullen) 6 maja 1906 r, został wystawiony w sali wileńskiego ratusza. Było to pierwsze znaczące przedstawienie w języku litewskim w Wilnie. Jak głosi strona tytułowa tego dramatu (wyd. Ryga 1905 r.), temat (także postacie bohaterów) został zaczerpnięty z powieści „Kunigas” Józefa Ignacego Kraszewskiego.
W okresie międzywojennym walczył o litewskie gimnazjum, w tej sprawie wystosował nawet wniosek do Ligi Narodów. Już wtedy stał się jedną z popularniejszych postaci litewskiego Wilna. Jeszcze bardziej lubiany był w okresie sowieckim, zarówno z powodu niezależnej postawy, jak i pięknego wieku (jedyny pozostały przy życiu współpracownik gazety „Varpas” Vincasa Kudirki). U schyłku życia Šikšnys był najstarszym pisarzem nie tylko na Litwie, ale i w całym imperium sowieckim.
Zmarł w Wilnie, pochowany został na cmentarzu Na Rossie.